# Pusiola nyassana
Pusiola nyassana är en fjärilsart som beskrevs av Embrik Strand 1912. Pusiola nyassana ingår i släktet Pusiola och familjen björnspinnare. Inga underarter finns listade.